# Paul Fischer (Theologe)
Paul Fischer (* 29. August 1854; † 20. September 1937 in Stuttgart) war ein promovierter Theologe, Literaturwissenschaftler, Goetheforscher und Schriftsteller. Nach Theoderich Kampmann, Jürgen Redhardt und Stefan Klessmann gilt Paul Fischer als ein Wegbereiter des Dostojewski-Verständnisses im kulturprotestantischen Sinn.

## Leben
Fischer studierter von 1872 bis 1876 evangelische Theologie in Tübingen und war seit dem Studium Mitglied der Verbindung Normannia Tübingen (1934–1935 Burschenschaft Normannia Tübingen in der DB).
Fischer war Professor am evangelischen Seminar in Blaubeuren. Von der Eberhard Karls Universität Tübingen wurde er mit der theologischen Ehrendoktorwürde ausgezeichnet.
Paul Fischer setzte sich unter anderem auseinander mit einem sachlichen Vergleich von Christentum und Friedrich Nietzsche, auch anhand Nietzsches Werken, wobei Fischer das Christentum überlegen sah, ohne aber Nietzsche „zu ironisieren oder zu verunglimpfen“. Auch beschäftigte er sich intensiv mit Johann Wolfgang von Goethe und wurde daher auch als „Goeteforscher“ bezeichnet.
Für den Religionsunterricht im evangelischen Seminar in Blaubeuren schrieb er mindestens ein Unterrichtswerk, so 1897 Die Frage nach dem Wesen des Wunders.
Fischer selbst sei ein irenischer Mensch gewesen. Er war verheiratet mit Marie Schneider, einer Schwester von Eugen von Schneider und Paul von Schneider, dem Vater von Kurt Schneider.

## Monographien
- Nietzsche, Zarathustra und Jesus Christus, Verlag der evangelischen Gesellschaft, Stuttgart 1914 (erschien schon 1909 im Seminar Blaubeuren)[10]
- Die kirchliche Gleichgültigkeit unserer Gebildeten. Mohr, Tübingen 1913.
- Das Kreuz Christi und die Fülle des Heils. Steinkopf, Stuttgart 1916.
- Jesus und die Friedensfrage. Verlag des evangelischen Volksbundes, Stuttgart 1919. in: ThLBl 41 (1920)
- Goethes Altersweisheit. Mohr, Tübingen 1921.
- Dostojewski. Sein Glauben, Hoffen, Lieben. Steinkopf, Stuttgart 1925.
- Goethe-Wortschatz: ein sprachgeschichtliches Wörterbuch zu Goethes sämtlichen Werken, Verlag Emil Rohmkopf, Leipzig 1929.
- Gott - Natur. Goethes Naturanschauung im Lichte seiner Frömmigkeit. Tübingen 1932.
- Goethes letztes Lebensjahr. Böhlau, Weimar 1931.